# Ixodes maslovi
Ixodes maslovi är en fästingart som beskrevs av Emel'yanova och Kozlovskaya 1967. Ixodes maslovi ingår i släktet Ixodes och familjen hårda fästingar. Inga underarter finns listade i Catalogue of Life.